# Kriegerverdienstmedaille
Die Kriegerverdienstmedaille wurde am 11. Mai 1892 von Kaiser Wilhelm II. als Tapferkeitsauszeichnung für farbige Soldaten der deutschen Schutztruppen in Deutsch-Ostafrika gestiftet.
Durch die Kabinettsorder vom 25. März 1893 konnte die Medaille in Silber auch an Angehörige der Schutztruppe in den übrigen Deutschen Kolonien verliehen werden. Durch Kabinettsorder vom 2. Oktober 1895 wurde für diesen Zweck darüber hinaus die Kriegerverdienstmedaille in Gold gestiftet. Von beiden Auszeichnungen bestand je eine I. und II. Klasse. 
Die I. Klasse war für Offiziere vorgesehen, die II. Klasse für Unteroffiziere und Mannschaften.
Auf der Vorderseite zeigt die Medaille der I. Klasse das nach links gewandte Brustbild Wilhelm II. mit Küraß und Paradehelm. Umlaufend GUILELMUS II IMPERATOR (Wilhelm II. Kaiser). Rückseitig von einem Lorbeerkranz umgeben KRIEGER VERDIENST.
Die Medaille der II. Klasse zeigt die gekrönten Buchstaben W R (Wilhelm Rex). Die Rückseite ist identisch mit der I. Klasse.
Getragen wurde die Medaille an einem schwarzen Band mit weißen Seitenstreifen auf der linken Brust.